# Холјок (Масачусетс)
Холјок (енгл. Holyoke) град је у америчкој савезној држави Масачусетс. По попису становништва из 2010. у њему је живело 39.880 становника.

## Демографија
Према попису становништва из 2010. у граду је живело 39.880 становника, што је 42 (0,1%) становника више него 2000. године.
| Група             | 2000.          | 2010.          |
| Белци             | 21.508 (54,0%) | 18.651 (46,8%) |
| Афроамериканци    | 1.476 (3,7%)   | 1.867 (4,7%)   |
| Азијати           | 324 (0,8%)     | 428 (1,1%)     |
| Хиспаноамериканци | 16.485 (41,4%) | 19.313 (48,4%) |
| Укупно            | 39.838         | 39.880         |